# Ponte da Boa Vista
Ponte da Boa Vista é uma ponte recifense sobre o Rio Capibaribe, ligando a Rua Nova, no bairro de Santo Antônio, à Rua da Imperatriz Teresa Cristina, no bairro da Boa Vista. É a ponte mais típica da paisagem urbana recifense.
Originalmente mandada construir por Maurício de Nassau, em 1640., ficava, no entanto, em outro local do Rio Capibaribe.

## História
A primeira ponte foi construída em local diferente ao da hoje existente. Foi construída em sete semanas, toda em madeira. Construída com madeira resistente, resistiria a bem mais tempo, se o governador de Pernambuco Henrique Luís Pereira Freire de Andrade não a tivesse mandado destruir, durante seu mandato (1737-1746)
O engenheiro Antônio Bernardino Pereira do Lago a reconstruiu em 1815, colocando gradis de ferro e calçamento de seixos irregulares e construiu varandas, onde foram colocados bancos.
Com projeto do engenheiro Francisco Pereira Passos, a ponte foi reconstruída em agosto de 1874, por ordem do então governador da província, Henrique Pereira de Lucena, futuro Barão de Lucena. Esse novo projeto deu feições mais modernas à ponte. Seu formato é o que hoje ela apresenta. Feita em ferro batido (importado da Inglaterra), a ponte apresenta pequenos ladrilhos que se encaixam em forma de losangos.
Nas décadas de 1940 e 1950, a ponte servia de passarela para que os recifenses ali desfilassem, sob a vigilância das câmeras de fotógrafos, que ofereciam suas fotografias.
Foi parcialmente destruída em duas enchentes do Rio Capibaribe, em 1965 e 1966, tendo sido restaurada em 1967, na gestão do prefeito Augusto Lucena. Essa restauração a descaracterizou e a obra foi embargada pelo IPHAN, embora tardiamente, quando o trabalho já estava praticamente concluído.

## Arquitetura
Destacam-se, na arquitetura da ponte, as quatro pilastras metálicas, duas em cada extremidade, todas com o brasão imperial no alto. E em todas elas há datas e dísticos em relevo, que são uma síntese da história de Pernambuco e do Brasil.
| Extremidade oriental, lado esquerdo | Extremidade oriental, lado direito | Extremidade ocidental, lado esquerdo | Extremidade ocidental, lado direito |
| Imperador 1503 Feitoria de Itamaracá Cristóvão Jaques 1530 Feitoria de Igarassu Duarte Coelho 1535 Fundação de Olinda Duarte Coelho 1630 Invasão dos Holandeses Tomada de Olinda 1635 Rendição do Arraial Holandeses de posse de Pernambuco | D. Pedro II 1645 Batalha de Tabocas e Batalha da Casa Forte 1648 1ª Batalha dos Guararapes 1649 2ª Batalha dos Guararapes 1654 27 de janeiro Restauração de Pernambuco Barreto, Vidal, Vieira, Dias, Camarão | Imperador 1710 Guerra dos Mascates Primeiro brado de independência 1817 6 de março Governo republicano em Pernambuco 1818 20 de maio Restauração do Governo da Metrópole 1822 8 de dezembro Adesão de Pernambuco ao fato da Independência do Brasil | D. Pedro II 1824 2 de julho Confederação do Equador 1824 13 de setembro Restauração do Governo Imperial Martírio pela Liberdade 1831 7 de abril Abdicação do Sr. D. Pedro I Começo do reinado do Sr. D. Pedro II |